# Feliniopsis tenera
Feliniopsis tenera är en fjärilsart som beskrevs av Pierre E.L. Viette 1963. Feliniopsis tenera ingår i släktet Feliniopsis och familjen nattflyn. Inga underarter finns listade i Catalogue of Life.